# Paratorchus alifer
Paratorchus alifer – gatunek chrząszczy z rodziny kusakowatych i podrodziny Osoriinae.
Gatunek ten opisany został w 1982 roku przez H. Pauline McColl jako Paratrochus alifer. W 1984 roku ta sama autorka zmieniła nazwę rodzaju na Paratorchus, w związku z wcześniejszym użyciem poprzedniej nazwy dla rodzaju mięczaków.
Chrząszcz o walcowatym ciele długości od 2,9 do 3,5 mm, barwy żółtobrązowej z żółtawymi odnóżami i czułkami. Wierzch ciała ma delikatnie punktowany oraz umiarkowanie gęsto owłosiony. Długość szczecinek okrywowych jest równa odległościom między nimi. Prawie okrągłe oczy buduje pojedyncze, wypukłe omatidium. Przedplecze ma od 0,45 do 0,48 mm długości, boki prawie równoległe i matowy wygląd wskutek głębokiej siateczkowatej mikrorzeźby. Odwłok ma dziewiąty tergit niezbyt silnie wydłużony ku tyłowi w dwa krótkie, dość tępe wyrostki tylne. U samca ósmy sternit odwłoka ma płytkie wgłębienie środkowe pozbawione listewki środkowej. Narząd kopulacyjny samca ma krótki, szeroki wyrostek boczny ze skrzydełkowatym rozszerzeniem oraz długą, nieco hakowatą część rurkowatą. Samicę cechuje prawie okrągła spermateka o wymiarach 0,088 × 0,076 mm.
Owad endemiczny dla Nowej Zelandii, znany z regionu Northland na Wyspy Północnej. Spotykany jest w ściółce, na wysokości około 135 m n.p.m.